# Vĩnh Thạnh, Bình Định
Vĩnh Thạnh là một huyện nằm ở phía tây tỉnh Bình Định, Việt Nam.

## Địa lý
Huyện Vĩnh Thạnh nằm ở phía tây bắc của tỉnh Bình Định, nằm cách thành phố Quy Nhơn khoảng 80 km, có vị trí địa lý:
- Phía đông giáp huyện Hoài Ân và huyện Phù Cát
- Phía tây giáp thị xã An Khê và huyện Kbang thuộc tỉnh Gia Lai
- Phía nam giáp huyện Tây Sơn
- Phía bắc giáp huyện An Lão.

Theo thống kê năm 2019, huyện có diện tích 701 km², dân số là 30.587 người, mật độ dân số đạt 44 người/km².
Huyện Vĩnh Thạnh là địa bàn hội tụ 12 dân tộc anh em sinh sống, trong đó đông nhất là dân tộc Kinh, Bahnar.
Địa hình có nhiều đồi, núi. Sông Côn chảy qua huyện theo hướng Bắc-Nam. Vĩnh Thạnh có quỹ đất tự nhiên khá rộng, đứng thứ 2 (sau Vân Canh) trong 11 huyện, thành phố của tỉnh Bình Định (số liệu 2017 là 782,49/6.075,4 km²) chiếm 39% diện tích 3 huyện miền núi của tỉnh và 13% diện tích tự nhiên toàn tỉnh.

## Lịch sử
Vĩnh Thạnh vốn là những làng của người dân tộc Bana. Khoảng đầu thế kỷ XVIII, người Kinh lên vùng đất này lập nghiệp dựng xóm ấp cho đến cuối năm 1945, những làng vùng này thuộc Tổng Vĩnh Thạnh của huyện Bình Khê (nay là huyện Tây Sơn) và Tổng Kim Sơn của huyện Hoài Ân.
Tháng 4 năm 1947, tỉnh Bình Định lập 4 huyện miền núi: Vân Canh, Vĩnh Thạnh, Kim Sơn và An Lão. Tên huyện Vĩnh Thạnh bắt đầu từ đó.
Khoảng cuối năm 1952, theo chủ trương của Khu 5, huyện Vĩnh Thạnh nhập vào tỉnh Gia-Kon đến tháng 7 năm 1954 lại trở về thuộc tỉnh Bình Định. Khi đó, huyện Vĩnh Thạnh gồm 50 làng thuộc 11 xã: Vĩnh An, Vĩnh Hòa, Vĩnh Hiệp, Vĩnh Hảo, Vĩnh Kim, Vĩnh Châu, Vĩnh Trường, Vĩnh Bình, Vĩnh Nghĩa, Vĩnh Hưng và Vĩnh Thuận.
Năm 1961, nhằm động viên nhân dân bước vào cuộc chiến đấu mới chống giặc Mỹ xâm lược và để giữ bí mật, lãnh đạo tỉnh đã lấy tên sông núi, tên người có công đặt tên cho xã (như núi Yang Điêng thay cho tên gọi xã Vĩnh Hiệp, suối LơPin là xã Vĩnh Trường, Bok Toih là xã Vĩnh Bình …) và các chữ cái kèm con số đặt tên cho một số làng từ đó mới có các tên mật danh: M6 (làng Lơ Ye), K11 (Kon Kriêng), N3 (Đe Klăng), O5 (Kon Trinh) …
Trong suốt cuộc kháng chiến chống Mỹ cứu nước (1954-1975) do đòi hỏi của các công tác chống địch và sản xuất, việc tách, nhập làng ở Vĩnh Thạnh luôn luôn xảy ra (cuối năm 1955 toàn huyện có 60 làng đến năm 1971 còn 40 làng đến năm 1974 là 45 làng).
Năm 1976, hai huyện Vĩnh Thạnh và Bình Khê hợp thành huyện Tây Sơn thuộc tỉnh Nghĩa Bình.
Năm 1982, lập lại huyện Vĩnh Thạnh gồm 6 xã trong đó có 5 xã miền núi (Vĩnh Sơn, Vĩnh Kim, Vĩnh Hảo, Vĩnh Hiệp, Vĩnh Hòa) và xã trung du Bình Quang.
Ngày 7 tháng 11 năm 1986, Hội đồng Bộ trưởng ban hành quyết định 137-HĐBT. Theo đó, chia ba xã Bình Quang, Vĩnh Hảo và Vĩnh Hiệp thành 4 xã: Vĩnh Hảo, Vĩnh Hiệp, Vĩnh Quang và Vĩnh Thịnh.
Ngày 30 tháng 6 năm 1989, tỉnh Bình Định được tái lập từ tỉnh Nghĩa Bình, huyện Vĩnh Thạnh thuộc tỉnh Bình Định.
Ngày 14 tháng 12 năm 1991, Ban Tổ chức Chính phủ ban hành quyết định số 659-TCCP. Theo đó:
- Tách 6.237 ha diện tích tự nhiên và 203 nhân khẩu của xã Vĩnh Kim; 4.194 ha diện tích tự nhiên và 496 nhân khẩu của xã Vĩnh Hảo và 1.015 ha diện tích tự nhiên của xã Vĩnh Hiệp để di chuyển dân cư xã Vĩnh Hòa về địa điểm mới, từ đó xã Vĩnh Hòa bị giải thể.
- Giao 5.337 ha diện tích tự nhiên vùng hồ thủy lợi Thuận Ninh (trước đây là địa điểm của xã Vĩnh Hòa) cho Ủy ban Nhân dân huyện Vĩnh Thạnh quản lý.

Ngày 15 tháng 11 năm 2005, Chính phủ ban hành Nghị định 143/2005/NĐ-CP. Theo đó:
- Điều chỉnh 3.204,17 ha diện tích tự nhiên và 309 nhân khẩu của xã Vĩnh Sơn về xã Vĩnh Kim quản lý.
- Điều chỉnh 3.607,75 ha diện tích tự nhiên của xã Vĩnh Kim về xã Vĩnh Sơn quản lý.
- Điều chỉnh 3.690,94 ha diện tích tự nhiên của xã Vĩnh Kim về xã Vĩnh Hảo quản lý.
- Điều chỉnh 941 nhân khẩu của xã Vĩnh Kim về xã Vĩnh Quang.
- Điều chỉnh 6.072,2 ha diện tích tự nhiên của xã Vĩnh Hoà về xã Vĩnh Hảo quản lý.
- Điều chỉnh 1.828 ha diện tích tự nhiên của xã Vĩnh Hoà về xã Vĩnh Hiệp quản lý.
- Điều chỉnh 1.258 nhân khẩu của xã Vĩnh Hoà về xã Vĩnh Thịnh.
- Điều chỉnh 131,58 ha diện tích tự nhiên và 689 nhân khẩu của xã Vĩnh Hảo về xã Vĩnh Quang quản lý.
- Thành lập xã Vĩnh Thuận trên cơ sở điều chỉnh 3.534,53 ha diện tích tự nhiên và 1.341 nhân khẩu của xã Vĩnh Quang.
- Thành lập thị trấn Vĩnh Thạnh (thị trấn huyện lỵ của huyện Vĩnh Thạnh) trên cơ sở điều chỉnh 936,49 ha diện tích tự nhiên và 5.874 nhân khẩu của xã Vĩnh Quang.
- Thành lập xã Vĩnh Hoà trên cơ sở điều chỉnh 929,12 ha diện tích tự nhiên và 1.335 nhân khẩu của xã Vĩnh Thịnh; 2.003,58 ha diện tích tự nhiên và 702 nhân khẩu thuộc xã Tây Thuận, huyện Tây Sơn.

Hiện nay, toàn huyện có 57 thôn, làng nằm trong 8 xã, 1 thị trấn: Vĩnh Sơn, Vĩnh Kim, Vĩnh Hảo, Vĩnh Hòa, Vĩnh Thuận, Vĩnh Hiệp, Vĩnh Quang, Vĩnh Thịnh và thị trấn Vĩnh Thạnh.

## Hành chính
Huyện Vĩnh Thạnh có 9 đơn vị hành chính cấp xã trực thuộc, bao gồm thị trấn Vĩnh Thạnh (huyện lỵ) và 8 xã: Vĩnh Hảo, Vĩnh Hiệp, Vĩnh Hòa, Vĩnh Kim, Vĩnh Quang, Vĩnh Sơn, Vĩnh Thịnh, Vĩnh Thuận với 57 thôn.

## Kinh tế

### Các khu, cụm công nghiệp
1. Cụm công nghiệp Tà Súc (thôn Định Trường, xã Vĩnh Quang)

## Văn hóa - Du lịch

### Di tích - Danh thắng
1. Khu di tích Vườn cam Nguyễn Huệ (làng K2, xã Vĩnh Sơn)
2. Di tích Khởi nghĩa Vĩnh Thạnh Tơ Lok Tơ Lek năm 1959, Gộp Nước Ló (thôn M2, xã Vĩnh Thịnh)
3. Gò Đại Hội - nơi thành lập Trung đoàn 96 (thôn An Nội, xã Vĩnh Thịnh)
4. Di tích Thành Tà Cơn

### Du lịch
1. Công trình thủy điện Vĩnh Sơn
2. Công trình thủy lợi Định Bình
3. Suối Tà Má, làng Hà Ri (xã Vĩnh Hiệp)
4. Khu du lịch suối nước nóng Vĩnh Thạnh (thôn Vĩnh Trường, xã Vĩnh Thịnh)
5. Làng O2 (xã Vĩnh Kim)